# Bambusa tuldoides
Bambusa tuldoides ist ein horstartig wachsender Bambus mit 6 bis 10 Meter hohen Halmen aus der Gattung Bambusa. Das natürliche Verbreitungsgebiet liegt in China. Eine Zuchtform mit verkürzten und verdickten Internodien wird als Zierpflanze in Gärten verwendet.

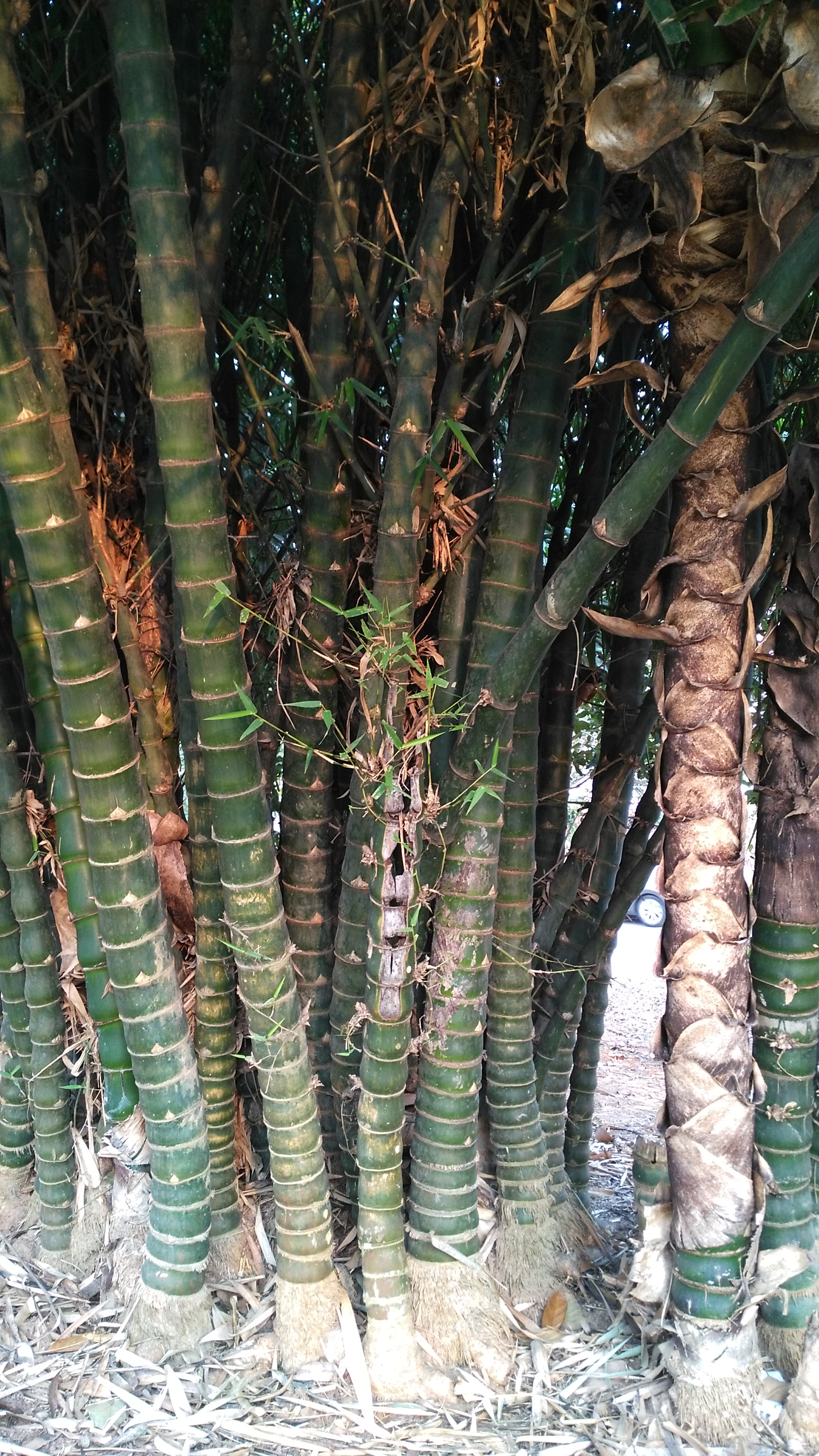
Halme

## Beschreibung
Bambusa tuldoides ist ein ausdauernder, horstartig wachsender Bambus. Die Rhizome sind kurz und wachsen pachymorph. Die Halme haben Durchmesser von 3 bis 5 Zentimetern, erreichen eine Höhe von 6 bis 10 Metern und hängen nahe der Spitze leicht über. Die Internodien sind hohl, dickwandig, haben Längen von 30 bis 36 Zentimetern und sind anfangs leicht weiß überzogen. Die Knoten sind leicht vorstehend, der erste und zweite Knoten von der Halmbasis aus gezählt hat Ringe aus grauweißen, seidigen Haaren über und unter der Scheidennarbe. Die Halme verzweigen sich schon ab der Basis. Je Knoten werden mehrere bis viele Äste gebildet, wobei die drei mittig stehenden am größten sind. Die Halmscheiden haben einen bis drei blassgelbe Streifen, sind konvex gebogen und zum Ende hin abgeschrägt. Sie sind kahl und die Spitze ist unsymmetrisch gebogen. Sie fallen früh ab. Die beiden Halmblattöhrchen sind unterschiedlich ausgebildet, das äußere ist größer, eiförmig bis eiförmig-elliptisch, etwa 2,5 Zentimeter lang und 1 bis 1,4 Zentimeter breit und leicht runzelig. Das innere Öhrchen ist nur halb so groß, eiförmig bis elliptisch und aufsteigend. Die Öhrchen sind dünn und gewellt bewimpert. Das Blatthäutchen hat eine Länge von 3 bis 4 Millimetern, es ist ausgefranst und dicht bewimpert. Die Halmspreite steht aufrecht und ist schief eiförmig-dreieckig bis schmal dreieckig, anfangs steif und braun oder blass braun striegelig behaart. Die Halmspreitenbasis ist leicht gerundet, weitet sich bis zu den Öhrchen und hat einen leicht runzeligen Blattrand. Das obere Ende ist pfriemförmig und zugespitzt. Die Laubblattspreite ist lanzettlich bis schmal lanzettlich, 10 bis 18 Zentimeter lang und 1,5 bis 2 Zentimeter breit, unterseits dicht behaart, auf der Oberseite kahl oder an der Basis leicht fein behaart.
An jedem Knoten des Blütenstands wachsen mehrere Ährchen. Jedes Ährchen hat an der Basis eine Knospe, aus dem wieder ein Ährchen gebildet werden kann (die Ährchen werden daher auch als Scheinährchen, englisch: pseudo spikelet bezeichnet). Sie sind blassgrün, linealisch-lanzettlich, leicht abgeflacht, 2 bis 3 Zentimeter lang und 0,3 bis 0,4 Zentimeter breit. Die Vorblätter sind zweifach gekielt, die Kiele bewimpert. Die zwei Tragblätter der Knospen sind kahl und haben ein stumpfes Ende. Je Ährchen werden sechs oder sieben Blütchen gebildet, wobei Blütchen nahe der Basis und nahe der Spitze des Ährchens steril sind. Die Segmente der Blütenstandsachse sind flach, 3 bis 4 Millimeter lang. Die Spitze ist behaart und kuppelförmig verbreitert. Je Ährchen wird nur eine (nach anderen Angaben zwei) eiförmig-längliche, etwa 8,5 Millimeter lange, kahle Hüllspelze mit spitzem oberen Ende gebildet. Die Deckspelze ist eiförmig-länglich, 1,1 bis 1,4 Zentimeter lang, kahl, mit stumpfem, stachelspitzigem Ende und etwa 19 Blattadern. Die Vorspelze ist etwa gleich lang oder etwas kürzer als die Deckspelze und feinbüschelig behaart. Es werden drei häutige Schwellkörper gebildet. Die beiden vorderen sind verkehrt eiförmig, breit, durchscheinend, etwa 2,5 Millimeter lang und haben lang bewimperte Ränder. Der hinten liegende Schwellkörper ist 3 Millimeter lang und schmal. Die sechs Staubblätter sind 3 Millimeter lang und haben eine ausgerandete Spitze. Der Fruchtknoten ist verkehrt eiförmig, etwa 1,2 Millimeter lang, gestielt, borstig behaart und hat eine verdickte Spitze. Der Griffel ist etwa 0,7 Millimeter lang und ebenfalls borstig behaart. Die drei Narben sind etwa 5,5 Millimeter lang. Die Karyopse ist stielrund, leicht gebogen, etwa 8 Millimeter lang und hat einen Durchmesser von 1,5 Millimetern. Die Spitze ist stumpf und verdickt, borstig behaart und zeigt Reste der Griffel.
Die Chromosomenzahl beträgt 2n = 64, 68 oder 70.

## Verbreitung
Das natürliche Verbreitungsgebiet der Art liegt in den chinesischen Provinzen Guangdong und Guangxi. Dort wächst sie im Hügelland und entlang von Flüssen. In China aber auch in Costa Rica und Kolumbien wird die Art kultiviert.

## Systematik
Bambusa tuldoides ist eine Art aus der Gattung Bambusa, die in der Familie der Süßgräser (Poaceae) der Unterfamilie Bambus (Bambusoideae) und der Tribus Bambuseae zugeordnet wird. Sie wurde 1868 von William Munro in den Transactions of the Linnean Society of London erstbeschrieben. Das Epitheton "tuldoides" bedeutet: "der (früher beschriebenen) Bambusa tulda ähnlich". 
Die Art Bambusa ventricosa wurde 2006 vom Board of Trustees of the Royal Botanic Gardens, Kew in der World Checklist of Selected Plant Families als Kulturform von Bambusa tuldoides eingestuft, womit der Name nur ein Synonym wäre. Die "Flora of China" widerspricht ebenfalls 2006 dieser Einstufung und vermutet, dass falsch zugeordnetes Herbarmaterial zu dieser Einstufung geführt hat. Sie verweist im Besonderen auf deutliche Unterschiede in der Form der Halmblattscheiden zwischen den beiden Arten. Inzwischen hat Kew (WCSP) das revidiert; beides sind getrennte Arten.

## Verwendung
Eine Kulturform mit an der Basis verkürzten und angeschwollenen Internodien wird häufig in Gärten verwendet, doch ist diese Verkürzung schwächer ausgebildet als bei Bambusa ventricosa.